# Pilosocereus leucocephalus
Pilosocereus leucocephalus (Poselg.) Byles & G.D.Rowley, es una especie de planta fanerógama de la familia Cactaceae.

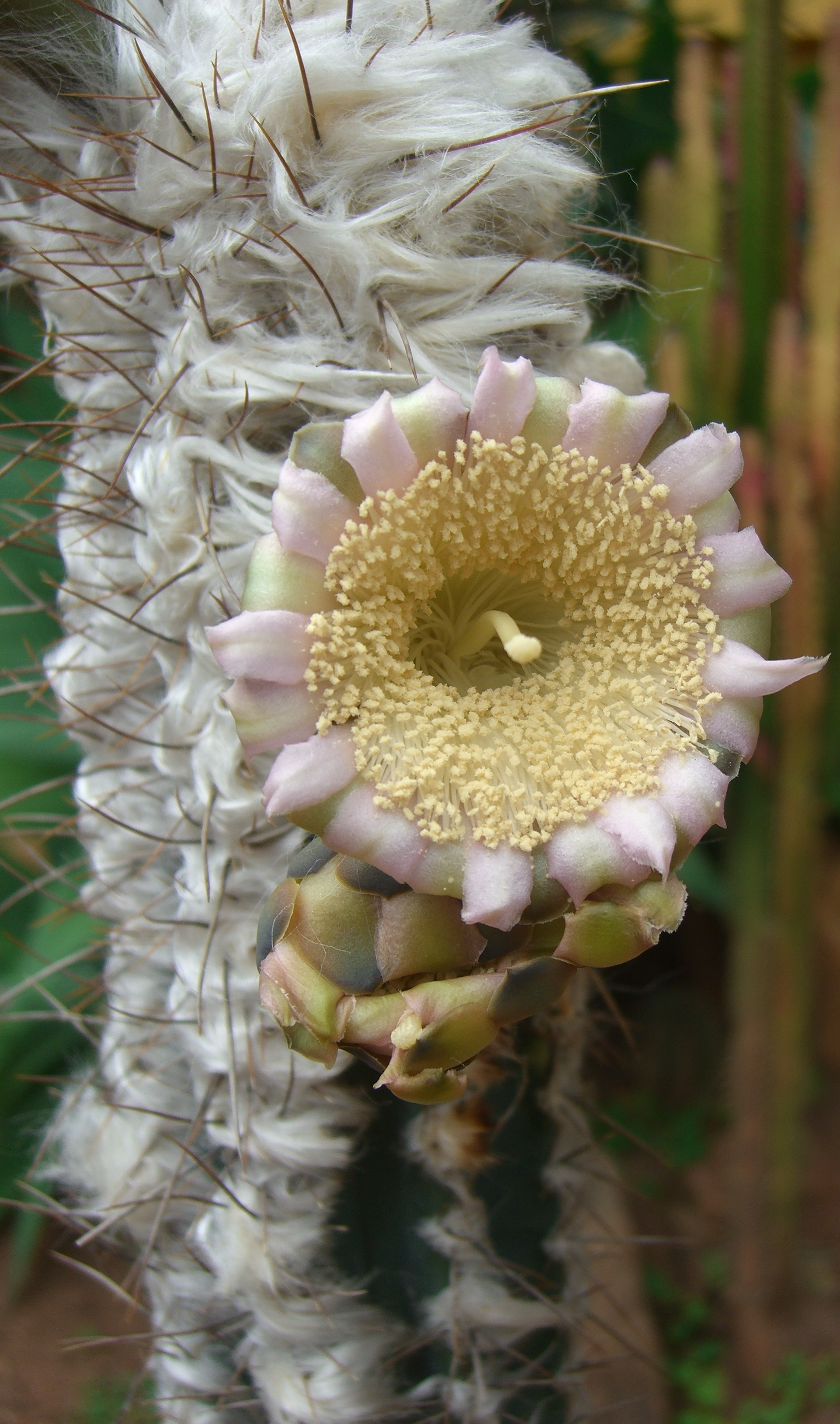
Planta con flor

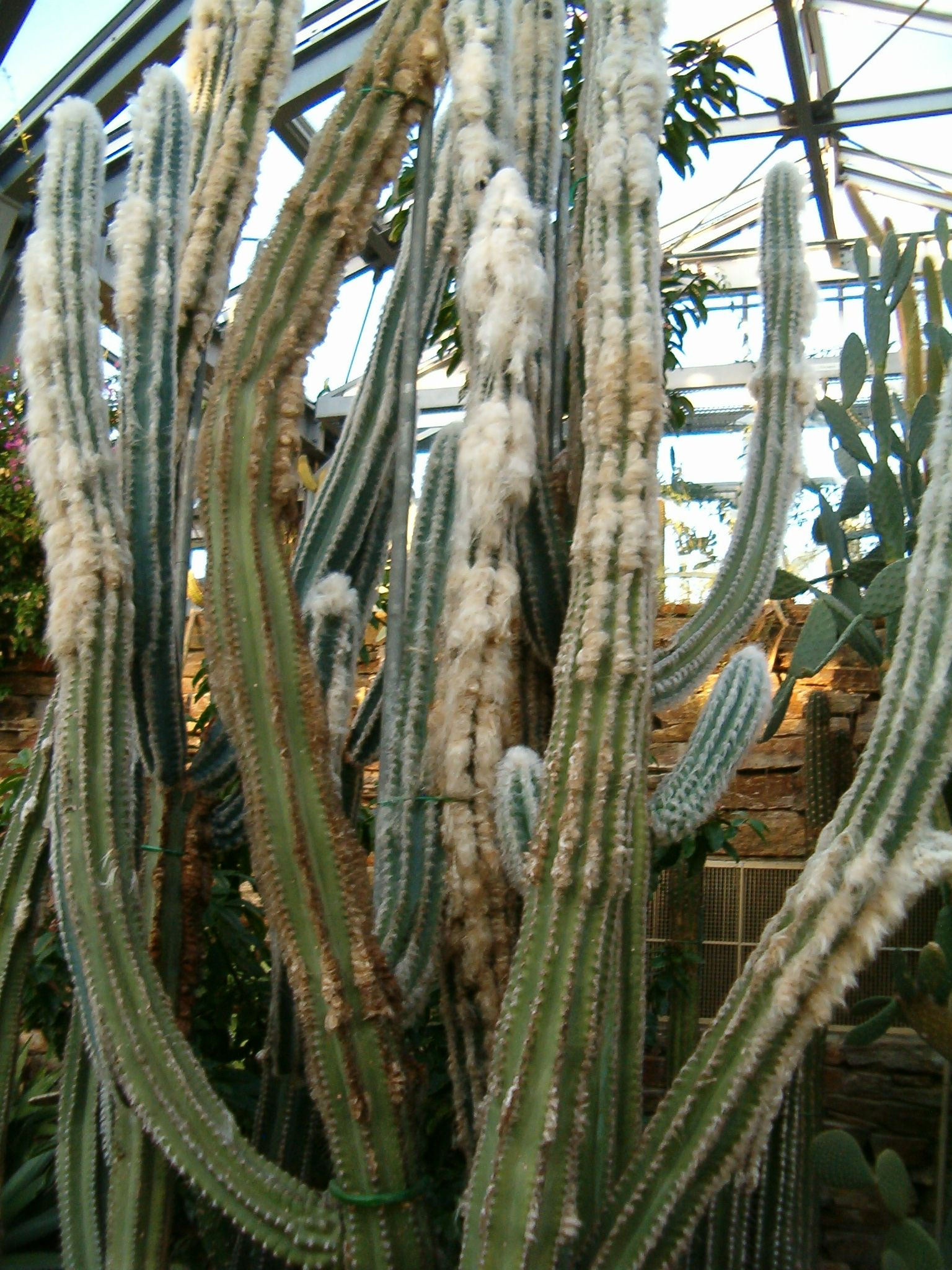
Ejemplar cultivado

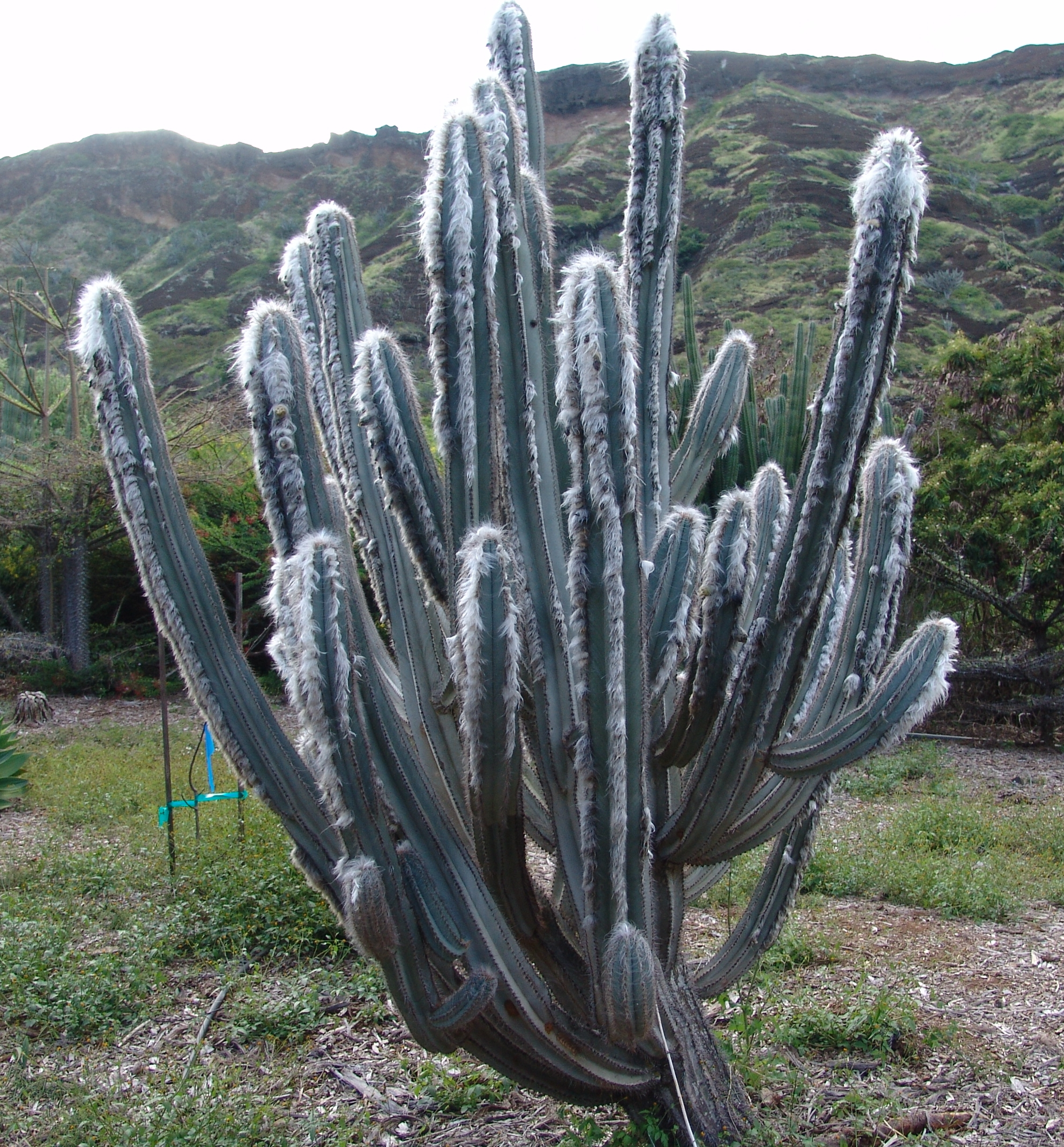
En su hábitat

## Distribución y hábitat
Es originaria de México, Guatemala El Salvador y Honduras.  Es una especie extendida por todo el mundo. La especie habita en el bosque tropical caducifolio, matorrales xerófilos, y el bosque submontano. Esta especie puede tolerar una cierta modificación del hábitat. Esta especie se encuentra en la Reserva de la biosfera El Cielo y el Parque Nacional Cañón del Sumidero.

## Descripción
Pilosocereus leucocephalus crece claramente  en forma de árbol, ramificado desde abajo, con tallos erectos o ascendentes de color verde a azul-verde de 6 a 10 centímetros de diámetro y alcanza una altura de 2 a 5 metros. Tiene de 7 a 12 costillas disponibles. Los primeros espinas son parduscas y canosas después. La única espina central es de 2 a 3 centímetros de largo. Las 8 a 12 espinas radiales son delgadas y de 1 a 2 centímetros de largo. El tamaño de la floración, cerca de la parte superior o lateral  se distingue claramente y consta de 3 a 4 costillas y de sus areolas surgen numeroso cabello sedoso, blanco, de 4 a 10 centímetros de largo. Las flores en forma de tubo o de campana  son más o menos de color rosa a blanquecino y de hasta 6 centímetros de largo. Los frutos son esféricos y alcanzan un diámetro de hasta 4 cm, conteniendo una pulpa magenta.

## Taxonomía
Pilosocereus leucocephalus fue descrita por (Poselg.) Byles & G.D.Rowley y publicado en Cactus and Succulent Journal of Great Britain 19(3): 67. 1957.
Etimología
Pilosocereus: nombre genérico que deriva de la  palabra  griega:
pilosus que significa "peludo" y Cereus un género de las cactáceas, en referencia a que es un Cereus peludo.
leucocephalus: epíteto latíno que significa "con la cabeza blanca".
Sinonimia
- Pilocereus leucocephalus
- Cephalocereus leucocephalus
- Cereus cometes
- Cephalocereus cometes
- Pilosocereus cometes
- Cehpalocereus maxonii
- Pilosocereus maxonii
- Cephalocereus palmeri
- Pilosocereus palmeri
- Cephalocereus sartorianus
- Pilosocereus sartorianus
- Pilocereus tehuacanus
- Pilosocereus tehuacanus